# 川上皓市
川上 皓市（かわかみ こういち、1946年10月3日 - ）は、日本の撮影監督。
日本映画撮影監督協会（J.S.C.）副理事長。

## 来歴
東京都出身。多摩芸術学園卒業。1969年にフリーの撮影助手として映画界入り。1978年に『サード』（東陽一監督）で撮影監督デビュー。1981年、『四季・奈津子』（東陽一監督）で芸術選奨新人賞など多数受賞。1992年の『橋のない川』（東陽一監督）、2006年の『紙屋悦子の青春』（黒木和雄監督）で毎日映画コンクール撮影賞。
日本映画大学撮影照明コース特任教授。

## 主な作品

### 映画
撮影助手
- 三里塚 岩山に鉄塔ができた （1972年）
- 三里塚 辺田部落 （1973年）
- 竜馬暗殺 （1974年）

撮影
- サード （1978年）
- OUR SONG and all of you （1978年）
- もう頬づえはつかない （1979年）
- 四季・奈津子 （1980年）
- ラブレター （1981年）
- マノン （1981年）
- ザ・レイプ （1982年）
- ジェラシー・ゲーム （1982年）
- セカンド・ラブ （1983年）
- 湾岸道路 （1984年）
- ひとひらの雪 （1985年）
- ドン松五郎の生活 （1986年）
- 化身 （1986年）
- ベッドタイムアイズ （1987年）
- 愛はクロスオーバー （1987年）
- 永遠の1/2 （1987年）
- うれしはずかし物語 （1988年）
- バカヤロー! 私、怒ってます『食べてどこがいけないの?』『運転する身になれ!』（1988年）
- つぐみ （1990年）
- 咬みつきたい （1991年）
- 橋のない川 （1992年）
- 課長島耕作 （1992年）
- 夜逃げ屋本舗2 （1993年）
- 教祖誕生 （1993年）
- 東京兄妹 （1995年）
- 身も心も （1997年）
- スリ （2000年）[5]
- 映画作りとむらへの道 （2000年）[5]
- 折り梅 （2002年）
- 能楽師 （2003年）
- クラッシュ （2003年）
- 幽霊VS宇宙人『食卓の宇宙人』（2003年）
- 透光の樹 （2004年）
- みやび 三島由紀夫 （2005年）
- 誰がために （2005年）
- 紙屋悦子の青春 （2006年）
- 火垂るの墓 （2008年）
- ふうけもん （2008年製作）※劇場公開未定[6]
- 浪漫者たち （2009年）
- なるしまフレンド 俺っち自転車道 （2009年）
- 桜田門外ノ変 （2010年）
- 能楽師 伝承 （2011年）
- 爆心 長崎の空 （2013年）

## 受賞歴
- 1979年 第23回三浦賞『四季・奈津子』
- 1981年 芸術選奨新人賞
- 1993年 第47回毎日映画コンクール:撮影賞『橋のない川』
- 2007年 第61回毎日映画コンクール ：撮影賞『紙屋悦子の青春』